# Barchów (przystanek kolejowy)
Barchów – przystanek kolejowy w Barchowie, w województwie mazowieckim, w Polsce.

## Ruch pasażerski[1]
| Rok  | Wymiana pasażerska na dobę |
| ---- | -------------------------- |
| 2017 | 50-99                      |
| 2018 | 100-149                    |
| 2019 | 200-299                    |
| 2020 | 200-299                    |
| 2021 | 200-299                    |
| 2022 | 200-299                    |
| 2023 | 300-499                    |

## Modernizacja
Na przełomie stycznia i lutego 2019 PKP podpisały z konsorcjum firm Helifactor i MERX umowę na budowę tzw. innowacyjnego dworca systemowego w formie półotwartej poczekalni ogrzewanej promiennikami osłony. Budynek został oddany do użytku 16 stycznia 2023.